# Xylosteini
Xylosteini Reitter, 1912 — реліктова триба жуків з родини Скрипунових, самостійність якої підтверджена молекулярною філогенією.

## Молекулярна філогенія
У відповідності до молекулярної філогенії на основі мітохондрієвих генів 12S рРНК, 16S рРНК, COI і ядрових генів 18S рРНК, 28S рРНК триба Xylosteini входить до супертриби Древньощелепцеві (Archaecarinatitae Zamoroka, 2022) у підродині Тонкохвісткових (Lepturinae). До складу триби входять такі роди:
- Xylosteus Frivaldszky, 1837
- Leptorhabdium Kraatz, 1879